# Boogschieten op de Paralympische Zomerspelen 1972
De IVe Paralympische Spelen werden in 1972 gehouden in Heidelberg, West-Duitsland. Boogschieten was een van de 10 sporten die in 1972 op het programma stonden.

## Mannen

### Teams
| Rank | Land           | Punten | Schutters                             |
| ---- | -------------- | ------ | ------------------------------------- |
| 1    | West-Duitsland | 6388   | E. Hammel Willi Brinkmann Elbracht    |
| 2    | Nederland      | 6164   | Popke Popkema Piet Blanker van Opdorp |
| 3    | Australië      | 5768   | Alan Conn Tony South Roy Fowler       |

| Rank | Land             | Punten | Schutters                        |
| ---- | ---------------- | ------ | -------------------------------- |
| 1    | Frankrijk        | 2172   | Pytel A. Piutti Seguin           |
| 2    | Verenigde Staten | 2111   | Jay Brown Patrick Krishner McGee |
| 3    | West-Duitsland   | 2051   | W. Flach Spilger Bruckner        |

### Individueel
| Klasse                         | Punten | land | Goud            | land | Zilver     | land | Brons         |
| ------------------------------ | ------ | ---- | --------------- | ---- | ---------- | ---- | ------------- |
| FITA Ronde open                | 2244   | FRG  | E. Hammel       | AUS  | Roy Fowler | NED  | Popke Popkema |
| Korte Western Ronde open       | 784    | RSA  | W. Kokott       | USA  | Jay Brown  | KOR  | Keun Soo Kim  |
| St. Nicholas Ronde dwarslaesie | 744    | FRG  | R. Schmidberger | JPN  | Nakamura   | FRG  | Busch         |
| St. Nicholas Ronde tetraplegie | 667    | FRG  | Steiner         | FRG  | Konkel     | JPN  | Ohashi        |

## Vrouwen

### Individueel
| Klasse                         | Punten | land | Goud              | land | Zilver        | land | Brons          |
| ------------------------------ | ------ | ---- | ----------------- | ---- | ------------- | ---- | -------------- |
| FITA Ronde open                | 2024   | RSA  | Margaret Harriman | GBR  | Gibbs         | FRA  | Maraschin      |
| Korte Western Ronde open       | 656    | FRA  | Girard            | RSA  | van der Merwe | FRG  | Becker         |
| St. Nicholas Ronde dwarslaesie | 680    | KOR  | Keum Im Cho       | RSA  | E. Wolvaardt  | JPN  | Yamahata       |
| St. Nicholas Ronde tetraplegie | 617    | FRG  | Liebrecht         | GBR  | Anderson      | GBR  | Jane Blackburn |

## Gemengd

### Teams
| Rank | Land           | Punten | Schutters                         |
| ---- | -------------- | ------ | --------------------------------- |
| 1    | West-Duitsland | 2147   | R. Schmidberger Busch F. Herrmann |
| 2    | Zuid-Korea     | 2036   | Yong Heo Keum Im Cho Hae Sik Lee  |
| 3    | Italië         | 2016   | Jaculano Marras Vittorio Paradiso |

| Rank | Land                | Punten | Schutters                      |
| ---- | ------------------- | ------ | ------------------------------ |
| 1    | West-Duitsland      | 1936   | Steiner Konkel Liebrecht       |
| 2    | Verenigd Koninkrijk | 1215   | Anderson Jane Blackburn Taylor |

Atletiek · Basketbal · Boogschieten · Dartchery · Gewichtheffen · Koersbal · Schermen · Snooker · Tafeltennis · Zwemmen
Rome 1960 ·
Tokio 1964 ·
Tel Aviv 1968 ·
Heidelberg 1972 ·
Toronto 1976 ·
Arnhem 1980 ·
New York & Stoke Mandeville 1984 ·
Seoel 1988 ·
Barcelona 1992 ·
Atlanta 1996 ·
Sydney 2000 ·
Athene 2004 ·
Peking 2008 ·
Londen 2012 ·
Rio de Janeiro 2016 ·
Tokio 2020 ·
Parijs 2024 ·
Los Angeles 2028